# Parc Nacional d'Aketajawe-Lolobata
El Parc Nacional d'Aketajawe-Lolobata és un parc nacional indonesi que es troba a Halmahera, l'illa més gran de la província de les Moluques Septentrionals. És considerat per la BirdLife International vital per a la supervivència d'almenys 23 espècies endèmiques d'aus. Aketajawe-Lolobata, que té una superfície de 167.300 hectàrees, va ser declarat parc nacional el 2004.

## Ubicació i geografia
El parc nacional de Aketajawe-Lolobata es troba a la part septentrional de les Moluques Septentrionals, en el punt calent de biodiversitat Wallacea.

## Flora i fauna
La vegetació del parc nacional està formada principalment per zones planes i boscos tropicals i subtropicals de frondoses humits de muntanya. El bosc es caracteritza per un alt nivell de biodiversitat, incloent espècies d'Agathis, Calophyllum inophyllum, Octomeles sumatrana, Koordersiodendron pinnatum, Pometia pinnata, Intsia bijuga, Canarium mehenbethene gaerta i Palaquium obtusifolium.
De cinquanta-una espècies de mamífers que es troben a les Moluques septentrionals, 28 es troben a l'illa de Halmahera, de les quals set són endèmiques d'aquesta regió i una, el cuscús de les Moluques, és endèmic de l'illa. De les 243 espècies d'aus a Moluques septentrionals, 211 han estat documentades a l'illa de Halmahera, de les quals 24 són endèmiques, incloent Semioptera wallacii, Coracina parvula, Todiramphus funebris, cacatua blanca, Habroptila wallacii, Todiramphus diops, Oriolus phaeochromus, astor de les Moluques, megàpode de Freycinet, Corvus validus, Ptilinopus hyogastrus, Pitta maxima i Eurystomus azureus.
D'entre els rèptils i amfibis del parc es troben Callulops dubia, Caphixalus montanus i Hydrosaurus werneri. La fauna endèmica de Halmahera també inclou dues espècies de llagostes, 3 espècies de libèl·lules, una de papallona, i 20 espècies de mol·luscs terrestres.

## Ocupació humana
El parc és la llar d'una comunitat seminòmada del poble conegut com els Tobelo Dalam o tobel del bosc. Comparteixen un idioma comú amb les comunitats de pobles costaners del poble tobel. El seu número es calcula al voltant de 2.000 individus.

## Conservació i amenaces
El 1981 el Pla de Conservació Nacional va proposar la designació de quatre àrees protegides: Aketajawe, Lolobata, Saketa i Gunung Gamkonora. El Pla d'Acció de Biodiversitat Indonesi de 1993 va recomanar la designació d'una zona protegida integrada. El treball de recerca de BirdLife entre 1994 i 1996 va identificar Aketajawe-Lolobata com una de les Àrees importants per a la conservació de les aus (AICA).
El 1995 les zones de Aketajawe i Lolobata van ser proposades com a parc nacional. El 1999 una àmplia zona de 7.264.707 hectàrees va estar classificada com a àrea forestal estatal, incloent els grups de boscs d'Aketajawe i Lolobata. El 2004 va ser declarat el parc nacional amb una àrea total de 167.300 ha, format pel grup forestal protegit d'Aketajawe (77.100 ha) en els districtes de Halmahera Central i Kota Tidore Kepulauan, i el grup forestal de Lolobata (90.200 ha) en el districte de Halmahera Oriental.
Les amenaces principals a les que s'enfronta el parc nacional són la tala il·legal i la mineria. Entre 1990 i 2003 els boscos van anar decaient a Moluques septentrionals del 86 % a just per sota del 70 %, en gran manera en les zones planes per sota dels 400 metres d'altitud. Com a conseqüència, les espècies que vivien preferentment a les zones baixes van ser les més afectades.